# سانتياغو دي كالاترافا
بلدية سانتياغو دي كالاترافا (بالإسبانية: Santiago de Calatrava) هي بلدية تقع في مقاطعة خاين التابعة لمنطقة أندلوسيا جنوب إسبانيا.

## الديموغرافيا
بلغ عدد سكان بلدية سانتياغو دي كالاترافا 838 نسمة عام 2011 (وفقاً للمعهد الوطني للإحصاء الإسباني).
| 942 | 927 | 926 | 862 | 880 | 860 | 838 |